# Mirzä Šäfi Vazeh
Mirzä Šäfi Vazeh (azéri : Mirzə Şəfi Vazeh, persan : میرزا شفیع واضح), aussi connu sous le nom de « sage du Gandja » est un poète classique bilingue azerbaïdjanais qui continuait une tradition poétique du XIVe siècle.

## Galerie

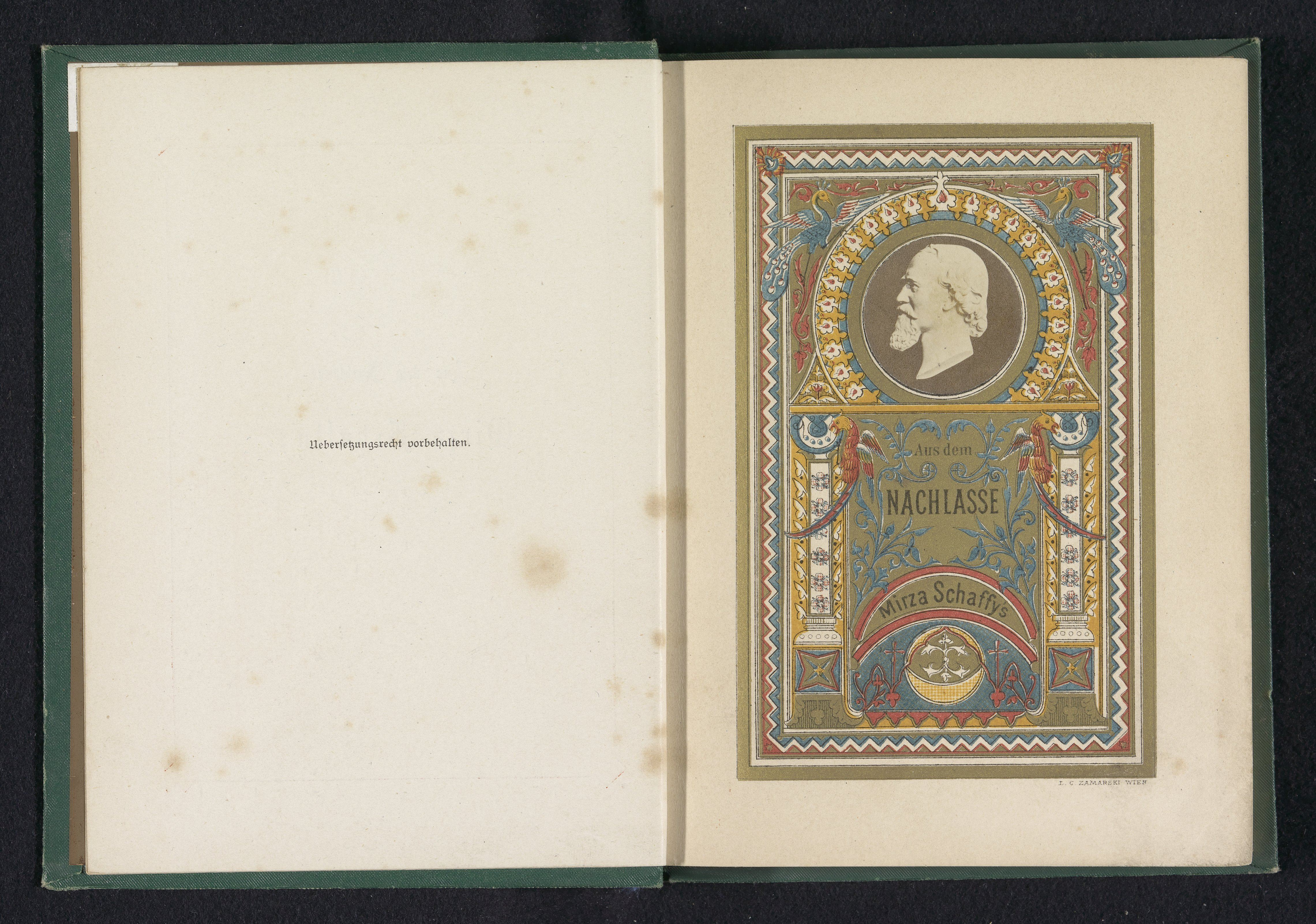
Portrait
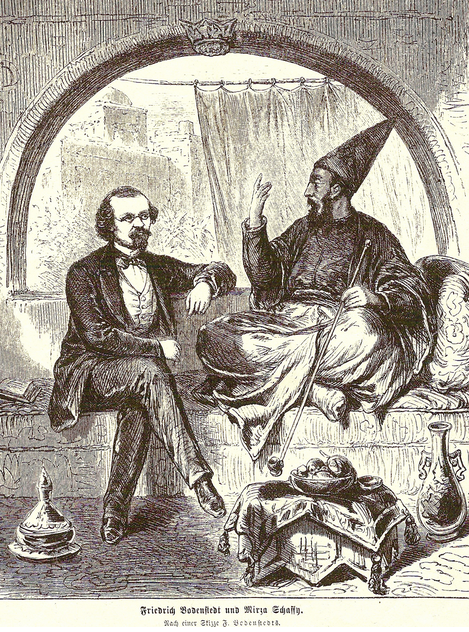
Avec Friedrich von Bodenstedt
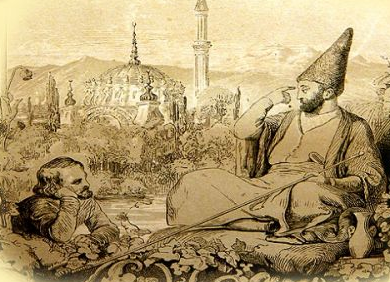
Avec Friedrich von Bodenstedt
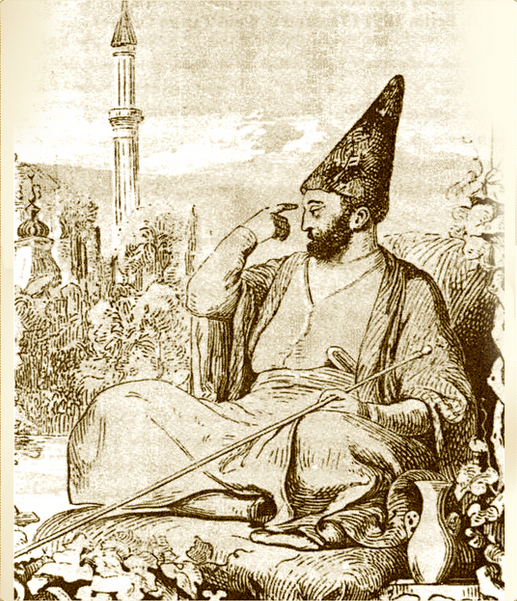